# Felix Jones
Pour les articles homonymes, voir Jones.
(en) Statistiques sur pro-football-reference
Felix Jones Jr (né le 8 mai 1987 à Tulsa) est un joueur américain de football américain.

## Enfance
Jones va à la Booker T. Washington High School de Tulsa où il a pour coéquipier Robert Meachem et Mark Anderson.

## Carrière

### Université
Il est recruté par l'université de l'Arkansas où il commence comme remplaçant de Darren McFadden et joue aux côtés du fullback Peyton Hillis. Il arrive à se faire une place dans l'effectif et décide de sauter sa dernière année à l'université (senior) pour s'inscrire au Draft.

### Professionnel
Felix Jones est sélectionné au premier tour du draft de la NFL de 2008 par les Cowboys de Dallas au vingt-deuxième choix. Il signe le 26 juillet 2008 un contrat d'une valeur de 10,53 millions de dollars. Il effectue sa première course contre les Browns de Cleveland et marque un touchdown de onze yards sur cette même première course. Il finit le match avec soixante-deux yards parcourus. Le 15 septembre 2008, il marque un touchdown de quatre-vingt-dix-huit yards sur retour de kickoff contre les Eagles de Philadelphie à Monday Night Football. Il continue sur sa lancée lors du troisième match de la saison, où il marque un touchdown sur une course de soixante yards contre les Packers de Green Bay le 21 septembre. Lors de la sixième journée, il se blesse contre les Cardinals de l'Arizona avant d'être déclaré forfait pour le reste de la saison le 20 novembre 2008.
Il continue à impressionner malgré son poste de remplaçant, menant le classement de yards en moyenne par course lors de la saison 2009. En 2011, il est nommé comme running back titulaire.

## Palmarès
- Seconde équipe de la conférence SEC 2005 et 2007
- Équipe de la conférence SEC 2006
- Troisième équipe des All-American 2007 selon l' Associated Press
- Rookie de la semaine en NFL lors des deuxième, troisième et cinquième journée de la saison 2008